# サイダーのように言葉が湧き上がる
『サイダーのように言葉が湧き上がる』（サイダーのようにことばがわきあがる）は、日本の長編アニメーション映画。アニメ音楽レーベル「フライングドッグ」の設立10周年記念作品。第25回文化庁メディア芸術祭アニメーション部門審査委員会推薦作品。略称は「サイコト」。

## 概要
何の特徴もない地方のショッピングモールで出逢った、人と付き合うのが苦手な俳句少年・チェリーとコンプレックスをマスクで隠す少女・スマイルが言葉と音楽で距離を縮めていく姿を描く。
監督は本作がアニメ映画初監督となるイシグロキョウヘイ。主人公のチェリーの声を歌舞伎俳優の市川染五郎、ヒロイン役のスマイルの声を女優の杉咲花が務める。なお、市川染五郎は初映画、初主演での声優初挑戦となる。
当初は2020年5月15日に公開予定であったが、新型コロナウイルスの感染拡大により、公開を延期した。その後、続報はなかったが、同年11月4日に2021年6月25日に公開すると発表され、2021年7月6日の特別試写会を経て、最終的には同年7月22日に公開されることが発表された。

## あらすじ
地方都市「小田市」に暮らしている少年と少女の物語。
人との会話が苦手で、他人から話しかけられないようにとヘッドフォンをいつも身に付けている男子高校生「チェリー」。チェリーは言葉に表わせない感情や想いを、趣味で親しんでいる俳句にしてSNSに投稿していた。
一方で、劣等感から歯列矯正中の大きな前歯を隠すため、いつもマスクをしている女子高校生の「スマイル」。スマイルはライブ配信を手がける人気動画配信者で、日頃から目に留まった「カワイイ」を見つけて配信しながら過ごしていた。
夏休みに入った7月20日、趣味の俳句以外では思い浮かんだ心情を表現できない少年チェリーと、見た目の劣等感を受け入れられない少女スマイルは、地元の大型ショッピングモール・ヌーベルモール小田で偶然出会う。互いに劣等感を抱えたふたりは、人気動画配信者であるスマイルの配信を通じて少しずつお互いを知るようになり、距離を縮めていく。
夏休み中、チェリーはショッピングモールにある福祉施設「デイサービス 陽だまり」で腰を痛めた母親に代わってパートに出ていた。やがてスマイルも一緒にアルバイトをするようになり、施設の利用者「フジヤマ」が昔失くしてしまったという想い出のピクチャーレコード「YAMAZAKURA」を探すのを手伝うことになる。
調査の結果、レコードの歌手は小田市出身のシンガーソングライターでフジヤマの亡き妻「藤山さくら」であることが判明。チェリーたちはビーバーやジャパンらを呼び、フジヤマがかつて経営していたレコード店内を探し尽くし、ついに「YAMAZAKURA」を発見する。さっそくフジヤマに聴かせようとチェリーがケーブルを取りにいった際、ふたりきりになれたスマイルは勇気を出して8月17日の「小田山だるま祭り」に一緒に行こうと誘う。赤面しながら彼も「行くよ」と答え、スマイルはその返事に喜ぶ。だが彼女は偶然手に持っていたレコードの歪みに気づき、それを直そうとした際にうっかり割ってしまう。
一方、実はチェリーは祭りの日に引っ越すことになっており、スマイルへの思いとタイミングの悪さから何度も言いそびれていた。祭りの前日にそのことを知ったスマイルはショックを受ける。
祭りの当日、スマイルは接着剤で修復したレコードをフジヤマに渡して謝るが、盤面の裏の絵を見たナミがどこかで見たことがあると言い出し、施設の壁時計が実は「YAMAZAKURA」のレコードであることが判明する。
その夜の祭りで陽だまりスタッフは盆踊りの曲をレコードの曲「YAMAZAKURA」に変えて踊り、スマイルはこれをスマホで配信する。小田市を出る車中でこれを見たチェリーは車を降り、盆踊り会場に走る。スマホを車内に置いてきたチェリーはスマイルが会場のどこにいるかわからず探しまわるが、フジヤマが攝津幸彦の俳句「感情や 少年海より 上がりけり」をマイクで叫ぶ。盆踊りの櫓に登ったチェリーはヘッドホンをはずしてマイクを受け取り、櫓のそばに駆け寄ってきたスマイルに自作の俳句を暗唱する。俳句のリズムにのせてチェリーはスマイルへの好意を打ち明ける。まっすぐな彼の思いを受け取ったスマイルはマスクをはずし、矯正中の前歯を見せて微笑むのだった。

## 登場人物
チェリー / 佐倉 結以（さくら ゆい）
声 - 市川染五郎
本作の主人公。人とのコミュニケーションが苦手な少年。17歳。
他人から話しかけられないように常にヘッドホンをつけている。手帳型スマホケースの中に歳時記を仕込んでおり、口下手な分、自分の思いを趣味である俳句に乗せて短文型SNS「キュリオシティ」に投稿している。
腰を痛めた母親の代わりに福祉施設「陽だまり」でアルバイトをしている。
スマイル / 星野 ユキ（ほしの ユキ）
声 - 杉咲花
本作のヒロイン。現役JKキュリオス。16歳。
“カワイイ”をコンセプトにした動画を「キュリオ・ライブ」で配信し人気を得ている。元々は「オレンジ・サンシャイン」という名で三姉妹で配信をしていたが、現在はソロで活動している。矯正中の前歯を隠すためにいつもマスクをつけている。途中から「陽だまり」のアルバイトを手伝うようになる。
ビーバー / パブロ・サンタナ
声 - 潘めぐみ
チェリーの友人。金髪の刈り上げと小麦色の肌、青い瞳が特徴。
大のいたずら好きの小学6年生。メキシコ人と日本人のハーフで、日本語は話せるが書くのは苦手で漢字を間違えている。そのくせ、チェリーの俳句をライムと呼び、「見たまま」にあちこちにタギングしている。棒付きキャンディが大好物。
ジャパン / 沖田 比呂己（おきた ひろみ）
声 - 花江夏樹
チェリーの友人。モール内のリサイクルショップ「ハンドオフ」で働いている肥満体型のアイドルオタク。特に天之川ヒカル（通称：ヒカルン）の大ファン。
タフボーイ / 藤山 靖幸（ふじやま やすゆき）
声 - 梅原裕一郎
チェリーの知人。フジヤマの孫で、つばきの息子。Tシャツに書かれた「TOUGH B☆Y」の文字があだ名の由来。
ガラの悪そうな見かけによらず、素直な性格。フジヤマを愛車で送迎しているが、駐車中にビーバーによく落書きされている。あき子に想いを寄せており、彼女の前では態度が急変する。小説では、「タフボーイってあだ名、ダサすぎてヤバくないですか？」とあき子が言っていたことを当人が知らないとナミが笑っている。
星野 ジュリ（ほしの ジュリ）
声 - 中島愛
スマイルの姉。冬に受験を控えた18歳。くせっ毛と大きなメガネが特徴。
三姉妹の長女。マイペースな性格だが、妹たちのことをとても大切に思っている。サブカル好きで、ブランド等のファッションに詳しい。
星野 マリ（ほしの マリ）
声 - 諸星すみれ
スマイルの妹。中学3年生。2つのお団子頭が特徴。
三姉妹の末っ子。明るい性格とかわいい見た目に似合わず、パソコンやネット関連に詳しいガジェット好き。
佐倉 紘一（さくら こういち）
声 - 神谷浩史
チェリーの父。息子に自分の使っていた歳時記を貸している。
佐倉 まりあ（さくら まりあ）
声 - 坂本真綾
チェリーの母。ぎっくり腰で陽だまりのパートに行けなくなったため、チェリーに代わってもらっている。
SNSに投稿された息子の俳句に毎回必ずいいねをしており、本人からはやめるように言われている。
フジヤマ / 藤山 正幸（ふじやま まさゆき）
声 - 山寺宏一
チェリーの俳句仲間で、福祉施設の利用者の一人。ぼさぼさ頭と老眼鏡が特徴で、耳が遠いためか急に大声を出す。かつてレコード店を経営しており、閉店した店には現在も大量のレコードがある。
想い出のレコードを探し続けており、いつもその空のジャケットを手にしている。
藤山 つばき（ふじやま つばき）
声 - 井上喜久子
フジヤマの娘。
山田 ナミ（やまだ ナミ）
声 - 伊藤静
陽だまりのケアマネージャー。金髪のふわふわなツインテールが特徴。いつも軽いノリの明るい性格だが、小説によれば、あき子と共に元ヤンとのこと。
松下 あき子（まつした あきこ）
声 - 鈴木みのり
陽だまりのスタッフでナミの後輩。黒髪のショートカットとやたら多めの耳のピアスが特徴。
田中 由美（たなか ゆみ）
声 - 久川綾
陽だまりの主任。
元プリ / 白井 健二（しらい けんじ）
声 - 柳田淳一
ショッピングモールのフロアマネージャー。金髪に口髭、赤いスーツが特徴。ビーバーのいたずらに手を焼いている。
小説において、彼のあだ名は苗場のプリンセスホテルで働いていたことに由来するとナミによって語られている。
星野 堪太（ほしの かんた）
声 - 内匠靖明
星野三姉妹の父。
星野 紗江（ほしの さえ）
声 - 森なな子
星野三姉妹の母。
小山内 みゆき（おさない みゆき）
声 - 沼倉愛美
俳句の先生。
トム
声 - 山寺宏一
タフボーイの飼い猫。

## スタッフ
- 原作：フライングドッグ
- 監督・脚本・演出：イシグロキョウヘイ
- 脚本：佐藤大
- キャラクターデザイン・総作画監督：愛敬由紀子
- 音楽：牛尾憲輔
- 主題歌：never young beach「サイダーのように言葉が湧き上がる」[9]
- 劇中歌：大貫妙子「YAMAZAKURA」[11]
- 演出：山城智恵
- 作画監督：金田尚美、エロール・セドリック、西村郁、渡部由紀子、辻智子、洪熙昌、小磯由佳、吉田南
- 原画：森川聡子
- プロップデザイン：小磯由佳、愛敬由紀子
- 色彩設計：大塚眞純
- 美術設定・レイアウト監修：木村雅広
- 美術監督：中村千恵子
- 3DCG監督：塚本倫基
- 撮影監督：棚田耕平、関谷能弘
- 音響監督：明田川仁
- アニメーションプロデューサー：小川拓也
- 俳句監修：黒瀬珂瀾
- 配給：松竹
- アニメーション制作：シグナル・エムディ、サブリメイション
- 製作：『サイダーのように言葉が湧き上がる』製作委員会

## テレビ放送
2023年8月26日（金）21時30分 - 23時にNHK Eテレで放送された。地上波初放送。
2024年4月28日（日）15時30分 - 16時56分にNHK Eテレで放送された。
2024年8月16日（金）24時 - 25時27分（8月17日（土）0時 - 1時27分）にNHK Eテレで放送された。

## 漫画
おおのいもによるコミカライズが、2019年11月27日発売の『月刊コミックアライブ』（KADOKAWA（メディアファクトリーブランド））2020年1月号から、2021年5月号まで先行連載された。
- フライングドッグ（原作）・おおのいも（漫画）・スタジオ心（背景協力）『サイダーのように言葉が湧き上がる』KADOKAWA〈MFコミックスアライブシリーズ〉、全3巻
  1. 2020年4月23日発売[16][17]、ISBN 978-4-04-064652-7
  2. 2021年7月21日発売[18]、ISBN 978-4-04-064960-3
  3. 2021年7月21日発売[19]、ISBN 978-4-04-680472-3

## 小説
監督のイシグロによるノベライズが2020年4月24日に発売。ノベライズでは映画に登場しない場面も描かれている。
- 著者：イシグロキョウヘイ『小説 サイダーのように言葉が湧き上がる』KADOKAWA、ISBN 978-4-04-109140-1

## Blu-ray / DVD
2022年1月26日に特装版Blu-ray、通常版Blu-ray、DVDが発売。2023年1月18日にレンタルDVDが開始。
- Blu-ray Disc特装版：VTZF-107
  - Blu-ray Disc2枚組（DISC1：本編 / DISC2：映像特典）
- Blu-ray Disc通常盤：VTXF-111
  - Blu-ray Disc1枚組（アマレーケース仕様）+ 解説書8P（特装版Blu-ray Disc Disc1と同内容）
- DVD：VTBF-216
  - DVD1枚組（アマレーケース仕様）+ 解説書8P（特装版Blu-ray Disc Disc1と同内容）
- Blu-ray Discビクターオンラインストア限定版：VTZF-107＋FLDJY-1
  - Blu-ray Disc2枚組（DISC1：本編 / DISC2：映像特典）+ ピクチャーレコード